# SMS Großer Kurfürst (1913)
«Гроссер Курфюрст» (нем. SMS Großer Kurfürst) — немецкий дредноут, второй из четырёх линейных кораблей одноимённого типа (также «Маркграф», «Кёниг» и «Кронпринц») германских имперских ВМС, участвовавших в Первой мировой войне.

## Строительство

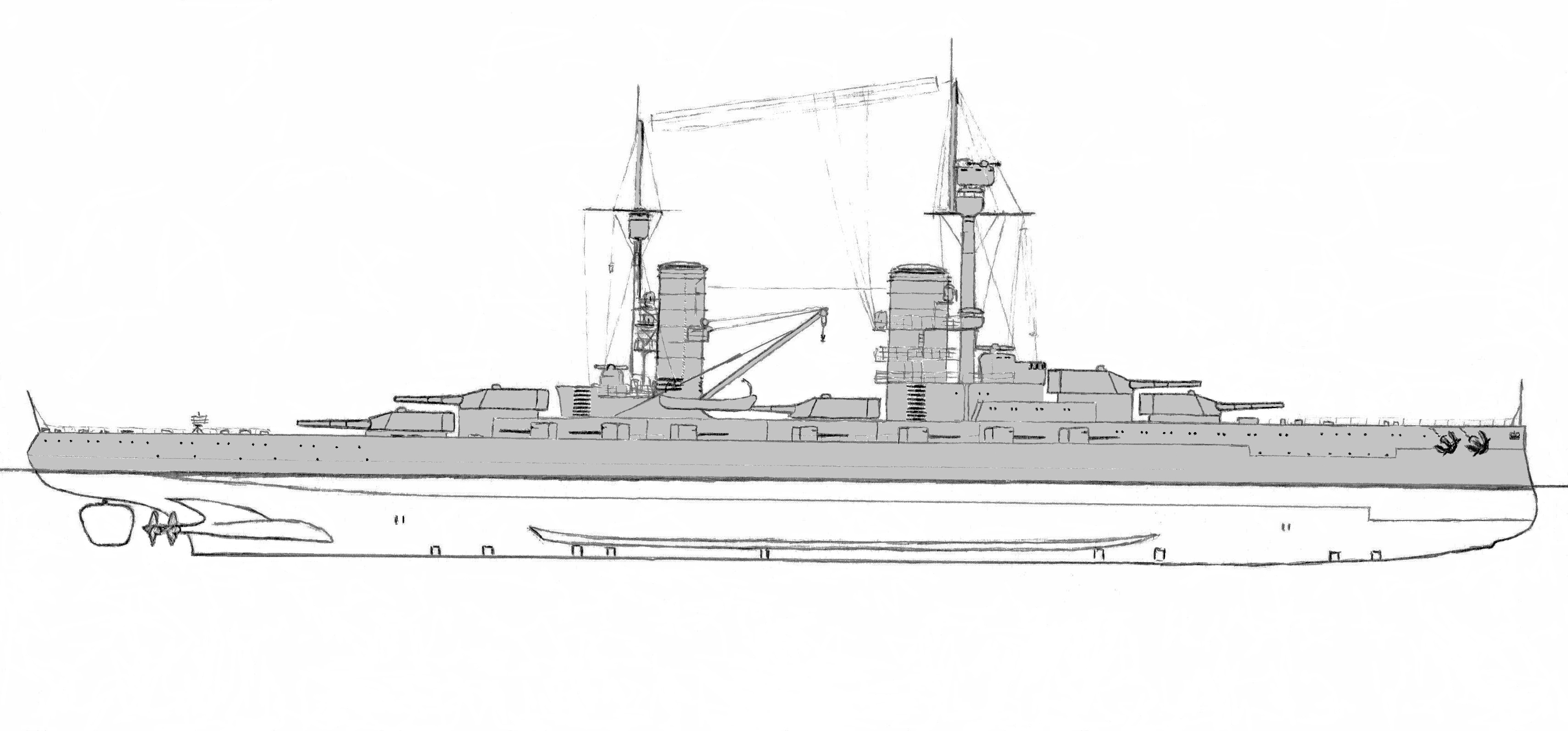
«Гроссер Курфюрст». Схема.

Линкор «Гроссер Курфюрст» был заложен в октябре 1911 года и спущен на воду 5 мая 1913 года. Был введён в состав флота 30 июля 1914 года, незадолго до начала Первой мировой войны.

## Служба
«Гроссер Курфюрст», как и три других однотипных линкора, участвовал во всех основных операциях Первой мировой войны, включая Ютландское сражение 31 мая — 1 июня 1916 года. Во время боя «Гроссер Курфюрст» не получил серьёзных повреждений.
Линкор «Гроссер Курфюрст» в октябре 1917 года принимал участие в Операции «Альбион», нападении на принадлежащие Российской республике острова в Рижском заливе, обстреливая российские позиции на побережье.
«Гроссер Курфюрст» во время своей службы получал повреждения в результате столкновений с линкорами «Кёниг», «Кронпринц», несколько раз был торпедирован и один раз подорвался на мине.
После поражения Германии и подписания перемирия в ноябре 1918 года «Гроссер Курфюрст» как и большинство крупных боевых кораблей Флота Открытого моря был интернирован британским Королевским флотом в Скапа-Флоу. Корабли были разоружены, их команды — сокращены.
21 июня 1919 года, незадолго до того, как Версальское соглашение было подписано, командующий интернированным флотом контр-адмирал Людвиг фон Ройтер отдал приказ о затоплении флота.
«Гроссер Курфюрст» был поднят в мае 1938 года и разобран на металл.